# Mustang Sally
Mustang Sally är en soullåt komponerad och först lanserad av Mack Rice 1965. Enligt Rice hette låten först "Mustang Mama", men han ändrade titeln till "Mustang Sally" på inrådan av Aretha Franklin. Rices version blev en mindre hit i USA. Betydligt mer framgångsrik blev Wilson Picketts version av låten som lanserades 1966 och blev en hit i både USA och Storbritannien. Den togs sedan med på albumet The Wicked Pickett.
Picketts version listades 2003 som #434 i magasinet Rolling Stones lista The 500 Greatest Songs of All Time. I magasinets uppdaterade lista från 2010 låg låten istället på #441.
Låten sjungs i filmen The Commitments.

## Listplaceringar, Wilson Pickett
- Billboard Hot 100, USA: #23[2]
- Billboard R&B Singles, USA: #6
- UK Singles Chart, Storbritannien: #28[3]